# ジャン＝バティスト・ド・ロシャンボー

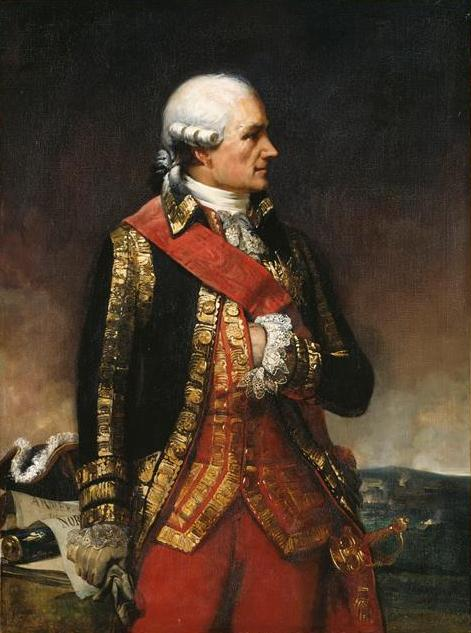
ロシャンボー伯爵

ロシャンボー伯爵ジャン＝バティスト・ドナティエン・ド・ヴィムール（フランス語: Jean-Baptiste Donatien de Vimeur, comte de Rochambeau, 1725年7月1日 – 1807年5月10日）は、フランスの伯爵、フランス軍の元帥である。アメリカ独立戦争の最後の局面でフランス軍を率い、イギリス軍を降伏させる重要な役割を演じた。

## 生い立ちおよび軍隊生活
ロシャンボーは1725年7月1日にフランス王国のロワール＝エ＝シェール県ヴァンドームで生まれた。ロシャンボーは、聖職者になるようブロワのイエズス会カレッジで学んだが、兄が死去すると騎兵連隊に入り、オーストリア継承戦争中はボヘミア、バイエルン、およびライン地方で従軍した。1747年に大佐となり、1748年にマーストリヒト包囲戦に参戦した。
1749年にはヴァンドームの知事となった。七年戦争の端緒となった1756年のミノルカ島の海戦で頭角を現し、歩兵旅団将軍（准将）に昇進した。以降ドイツ各地を転戦、1758年のクレーフェルトの戦い、1760年のクローステル・カンペンの戦いに参戦し、後者では負傷した。1761年、ロシャンボーは陣地総監（少将）に昇進、騎兵監査官にも任命された。この地位にあるとき、ロシャンボーは大臣達からしばしば技術的な問題について相談を受けた。

## アメリカ独立戦争
1780年、ロシャンボーは中将に昇進し、6,000名のフランス将兵とともにアメリカに渡り、アメリカ独立戦争でイギリス軍と交戦中のジョージ・ワシントン将軍指揮する大陸軍への合流を目指した。
ロシャンボーは7月10日にロードアイランドのニューポートに上陸したが、そこで一年間も留まった。これはナラガンセット湾でイギリス海軍に封鎖されているフランス艦隊を見捨てることができなかったためである。1781年7月、ロシャンボーの部隊はロードアイランドを離れ、コネチカットを横切り、ハドソン川岸にいたワシントンと合流した。そこから米仏連合軍は南に軍を進め、ヨークタウンを包囲した。9月22日にはラファイエットが率いる部隊も合流し、10月19日にはイギリス軍のチャールズ・コーンウォリス将軍を降伏させた。

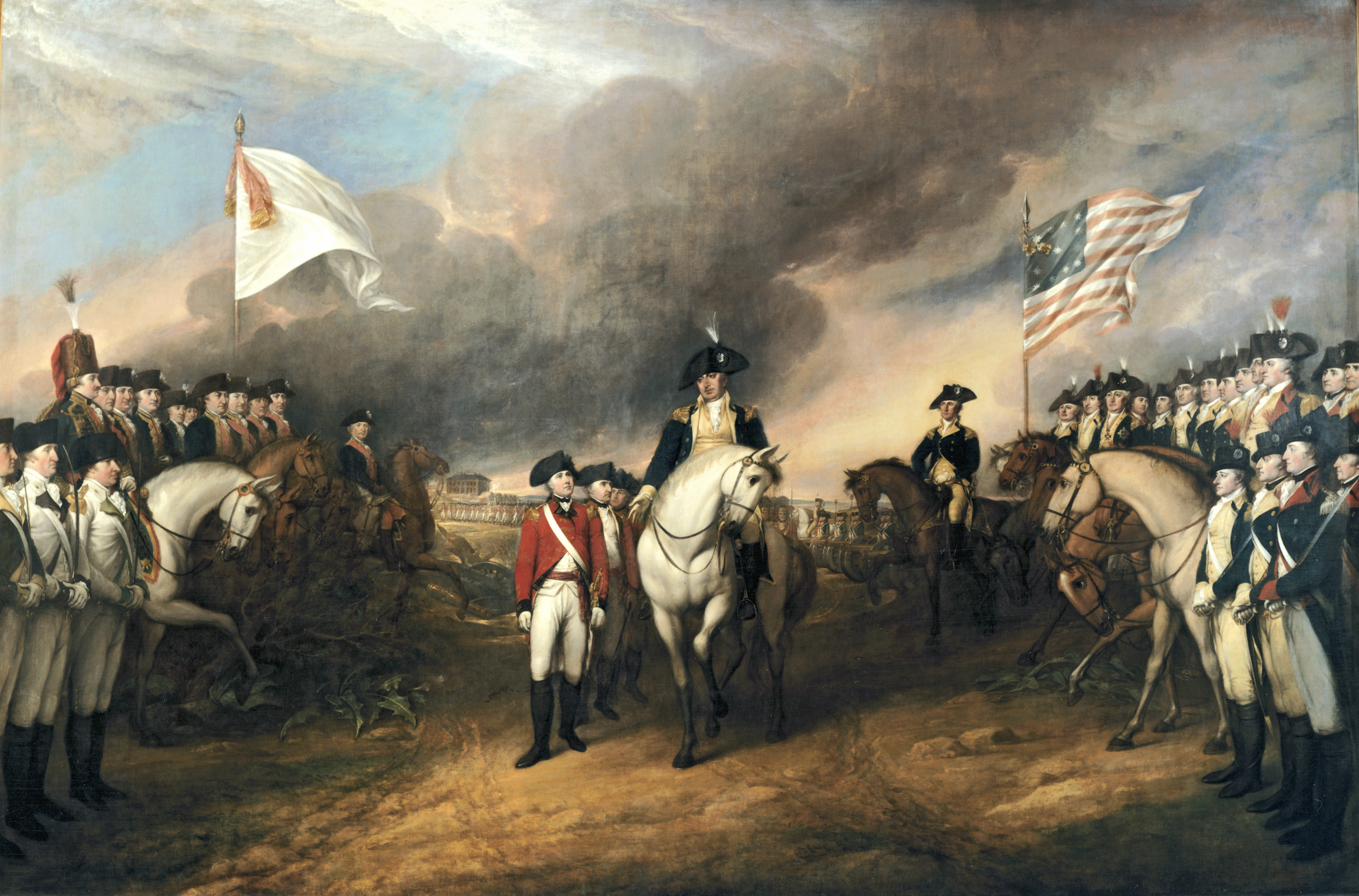
コーンウォリス卿の降伏（ジョン・トランブル）
茶色の馬に乗って中央の左側にいるロシャンボー

ロシャンボーの行動は賞賛された。ロシャンボーは完全にワシントンの指揮下に入り、彼の部隊は大陸軍の一部となった。ロシャンボーの貢献を認めた連合会議は、ロシャンボーとその部隊への感謝の印に、イギリス軍から捕獲した大砲を2門贈った。ロシャンボーは大砲をヴァンドームに持ち帰ったが、1792年に時の政府に没収された。

## フランスへの帰還
ロシャンボーがフランスへ凱旋するとフランス王ルイ16世に賞賛され、ピカルディの知事に指名された。
フランス革命の間、ロシャンボーは1790年に北方方面軍の指揮を執ったが、革命の変転の中で1792年に辞任した。ロシャンボーは恐怖政治の間は投獄されていたが、なんとかギロチンは免れた。ロシャンボーはナポレオン1世に年金を与えられ、フランス第一帝政の間の1807年5月10日にロワール＝エ＝シェール県トレ＝ラ＝ロシェットで死亡した。
ロシャンボーの息子、ロシャンボー子爵ドナティエン＝マリー＝ジョセフ・ド・ヴィムールはハイチ革命で重要な役割を演じた。

## 死後

### 栄誉

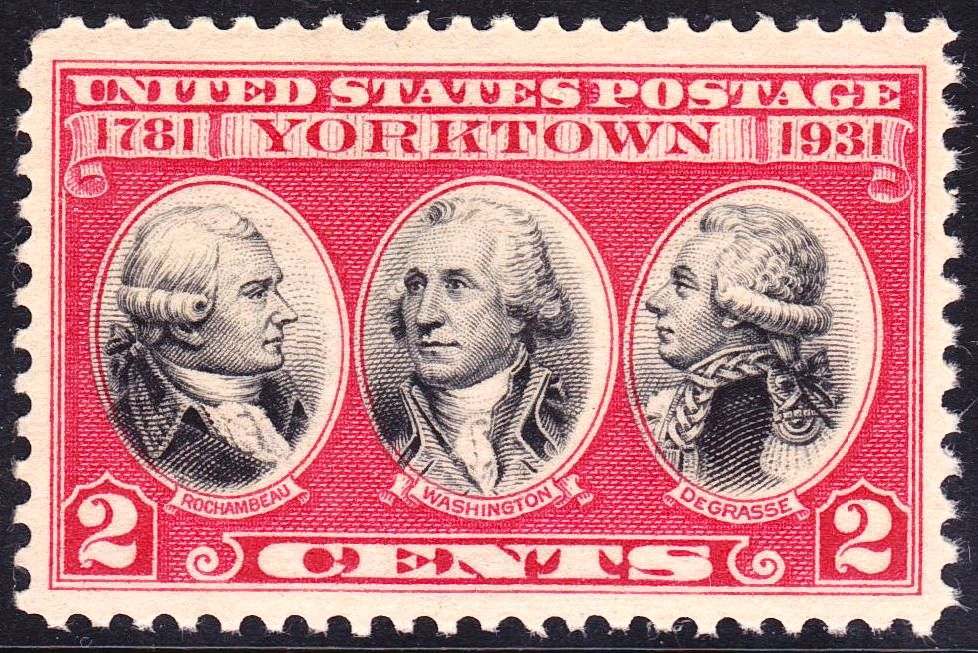
ロシャンボー、ワシントン、フランソワ・ド・グラスを描いた、ヨークタウン戦勝150周年を記念して1931年にアメリカで発行された切手。

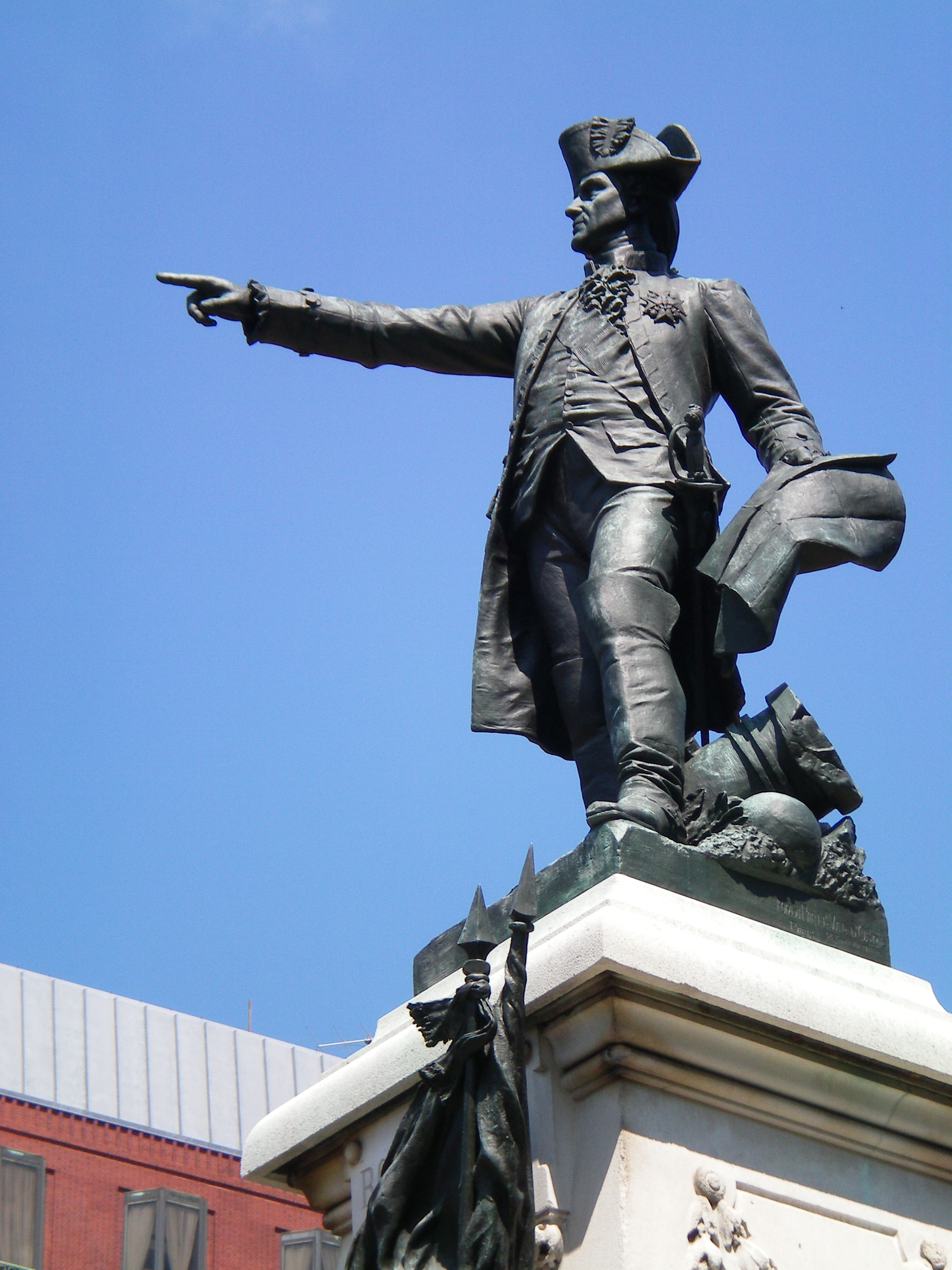
ワシントンD.C.にあるロシャンボーの銅像

1902年5月24日、ワシントンD.C.のラファイエット広場で、時のアメリカ合衆国大統領セオドア・ルーズベルトにより、ロシャンボーの銅像が除幕された。これはフランスからアメリカに贈られたものである。除幕式は2つの国の友好関係を大きく表す機会となった。フランスからは、大使のジュール・カンボン、フルニエ提督、アンリ・ブルジェール将軍、および戦艦ゴーロワ（Gaulois）から分遣された水兵と海兵隊が出席した。ロシャンボーとラファイエットの子孫達も出席した。ロシャンボーを祝う祭りがパリでも同時に開催された。
ロシャンボーに因んで名付けられたものには下記のものがある。
- コネチカット州サウスベリーのロシャンボー中等学校はロシャンボーに因んで名付けられた。
- 州間高速道路84号線およびアメリカ合衆国高速道路6号線でサウスベリーとニュートンを結ぶロシャンボー橋もロシャンボーに因んで名付けられた。ロシャンボー軍が行軍した所である。
- メリーランド州ベセスダのフランス語国際学校もロシャンボーに因んで名付けられた。
- ワシントンD.C.ポトマック川に架かる橋もロシャンボーに因んで「ロシャンボー橋」と名付けられていた。この橋は、1982年のエア・フロリダ90便墜落事故の事故現場となり、この事故で自らを犠牲にして他の負傷者を助けた乗客にちなんで"アーランド・D・ウィリアムズ Jr.記念橋"(Arland D. Williams Jr. Memorial Bridge)と改称された。
- バージニア州ヨークタウン戦場跡に程近いウィリアムズバーグにはロシャンボー通りがある。
- ロードアイランド州プロビデンス、マサチューセッツ州ニューベッドフォードおよびニューヨーク市ブロンクス区にはロシャンボー大通りがある。
- 第二次世界大戦中のアメリカ海軍輸送船ロシャンボー（USS Rochambeau (AP-63)）はロシャンボー伯爵に因んで名付けられた。

### 回顧録
ロシャンボーの回顧録、『ロシャンボーの軍事、履歴、政治の回顧録』（Memoires militaires, historiques et politiques, de Rochambeau）が1809年にジャン＝シャルル＝ジュリアン・ルース・ド・ランシヴァルによって出版された。1838年にはM.W.E.ライトによって英訳され、『元帥にして伯爵R.の回顧録、アメリカ合衆国の独立戦争にかかわること』（Memoirs of the Marshal Count de R. relative to the War of Independence in the United States）と題して出版された。
アメリカで従軍中にロシャンボーが交わした手紙は、H.ドニオールにより、『アメリカ合衆国の独立におけるフランス参加の歴史』（Histoire de la participation de la France en l'etablissement des Etats Unis d'Amerique）と題され1892年にパリで出版された。